# Blue Stahli
Blue Stahli  este un proiect de muzică electronic rock, fondat de către Bret Autrey (multi-instrumentist).
Acest proiect a început în liceu sub numele "VOXiS" având ca rezultat lansarea primului album în anul 2006, intitulat "Darkeworld Project One" care includea piese, experimente muzicale realizate de către Bret în anii 2000-2006.

## Discografie
- Darkeworld Project One (2006)
- Antisleep Vol. 01 (2008)
- Blue Stahli (2011)
- Antisleep Vol. 02 (2011)
- Blue Stahli Instrumentals (2012)
- Antisleep Vol. 03 (2012)
- The Devil (2015)
- Antisleep Vol. 04 (2015)